# Paul Kaba Thieba
Paul Kaba Thieba (ur. 28 lipca 1960 w Bobo-Dioulasso) – burkiński ekonomista, bankier i polityk, premier Burkiny Faso od 13 stycznia 2016 do 24 stycznia 2019.

## Życiorys
Ukończył studia na Uniwersytecie w Wagadugu (fr. Université de Ouagadougou), Université Pierre Mendès France w Grenoble oraz Université de Paris V. Przez wiele lat pracował w Centralnym Banku Państw Afryki Zachodniej.
Po wcześniejszym desygnowaniu przez prezydenta Rocha Marca Christiana Kaboré, 13 stycznia 2016 objął urząd premiera Burkiny Faso zastępując podpułkownika Isaaca Zidę.